# Joop Holthausen
Joop Holthausen (Zutphen, 7 maart 1945) is journalist en auteur van boeken over de Olympische Spelen en wielersport.
De journalistieke carrière van Joop Holthausen speelde zich gedurende bijna vier decennia af bij Trouw (krant), De Tijd en Het Parool. Aanvankelijk als sportverslaggever, met voornamelijk schaatsen, wielrennen en Olympische Spelen in zijn portefeuille, maar bij Het Parool ook als algemeen verslaggever met een bijzondere interesse voor Afrika, Azië en Oost-Europa, waar hij de sociaalmaatschappelijke gevolgen van de val van de Muur gedetailleerd in kaart bracht.
In 2002 stond Holthausen mede aan de basis van het boek Amsterdam en de rest van de wereld, waarin het portfolio van de sterk geëngageerde Parool-fotograaf Wubbo de Jong werd ontsloten. Holthausen en De Jong maakten samen vele reizen voor hun reportages. De Jong overleed in juli 2002.
Joop Holthausen maakte als verslaggever bij de grote internationale koersen de bloeiperiode van de Nederlandse wielersport van nabij mee. Hij zat als amateurwielrenner zelf op de racefiets, was organisator van wedstrijden voor beroepsrenners en voorzitter van de wielerclub ETP Zutphen. Hij volgde vooral de TI-Raleigh-ploeg onder leiding van Peter Post zeer intensief. Dat resulteerde uiteindelijk in 2005 in de publicatie van Het geheim van Raleigh, de biografie van een bijzondere wielerploeg. Voor dat boek ontving hij in januari 2006 de Nico Scheepmaker Beker voor het Beste Sportboek van 2005. Holthausen was, na Auke Kok, de tweede winnaar van die prestigieuze award.
De publicatie van Het geheim van Raleigh markeerde het begin van Holthausens latere focus op wielerboeken. Het succes van het boek droeg bij aan de verdere ontwikkeling van Uitgeverij De Buitenspelers, onder leiding van Matty Verkamman, bekend van omvangrijke sportuitgaven.
Holthausen werkt voor zijn boeken regelmatig samen met Peter Ouwerkerk (wielerjournalist bij Het Vrije Volk), met wie hij samen met Frans van Schoonderwalt (wielerjournalist bij de Volkskrant) vele malen de Tour de France volgde. Ook Jacob Bergsma had Holthausen regelmatig aan zijn zijde bij de productie van wielerboeken.
Zowel in de biografie over Fedor den Hertog als in de biografie over Joop Zoetemelk gaf Holthausen blijk van een groot talent voor interviewen. Hij legde de zielenroerselen van Joop Zoetemelk bloot, terwijl van Zoetemelk bekend was dat hij journalisten geen blik achter zijn persoonlijke schermen gunde. De openhartige biografie Joop Zoetemelk, een open boek, waaraan ook Peter Ouwerkerk en Jacob Bergsma een substantiële bijdrage leverden, veranderde de kijk op de mens Zoetemelk en daardoor op de wielrenner Zoetemelk.
Holthausen heeft zich gespecialiseerd in omvangrijke wielerbiografieën, steeds van het formaat koffietafel. Het laatste boek van Joop Holthausen en Jacob Bergsma over Hennie Kuiper (Hennie Kuiper Kampioen Wilskracht) meet 24 bij 30 centimeter en weegt 3356 gram.
Holthausens omvangrijke, sportboeken met een persoonlijk verhaal bevatten bovendien het beste fotomateriaal van aansprekende Nederlandse wielerfotografen zoals Cor Vos, Tonny Strouken, Berry Stokvis, Hans Heus, Clifford Barton van Flymen en Klaas Jan van der Weij.
In 2020 kwam het boek Joop Zoetemelk - Ongezien uit. Opnieuw met Jacob Bergsma en nu ook met Peter Ouwerkerk. Uitgeverij Joh. Enschedé en sportfotografen Berry Stokvis en Cor Vos werkten ook mee aan het boek, waarvan ook een luxe versie inclusief cd en dvd verkrijgbaar is. Bovendien bevat deze zogenoemde Edition extraordinaire een replica van de gouden WK-medaille die Joop Zoetemelk in 1985 in het Italiaanse Giavera del Montello won.
In het najaar van 2025 kwam het boek “Het slotakkoord van Raleigh” uit, een totale make-over van de opgave van 2005. Dubbel zo dik (720 pagina’s) en inclusief luxe bewaarcassette. Met nieuwe verhalen, inzichten en statistieken, met briljante en niet eerder gepubliceerde fotografie van Cor Vos en met een oogstrelende vormgeving. Opnieuw samen met Jacob Bergsma. 

## Publicaties
- Olympisch Dagboek (1984)
- Kroniek van de Olympische Spelen (1992)
- Amsterdam en de rest van de wereld (2002)
- Het geheim van Raleigh, de biografie van een bijzondere wielerploeg (2005)
- Het succes van Raleigh, triomftocht van een wonderploeg (2005, editie Bike Totaal)
- Michael & Erik, een tijdperk (2008)
- emotions, photography by cor vos (2009)
- Fedor, eenzaamheid is de school van het genie (2009)
- De Tour in Holland, deel 1 (2010)
- Raleigh 125 years (2011)
- Joop Zoetemelk, een open boek (2011)
- Hennie Kuiper Kampioen Wilskracht (2017)
- Joop Zoetemelk - Ongezien (2020) met cd en dvd
- Het slotakkoord van Raleigh (2025) in cassette

- Gemeinsame Normdatei: 172830230
- International Standard Name Identifier: 0000 0000 5916 4959
- Library of Congress Control Number: n2009021738
- Nederlandse Thesaurus van Auteursnamen: 070704279
- Virtual International Authority File: 86244820
- WorldCat: E39PBJmp8GJXqpXTWx8Yq9Vgrq